# Erogatore

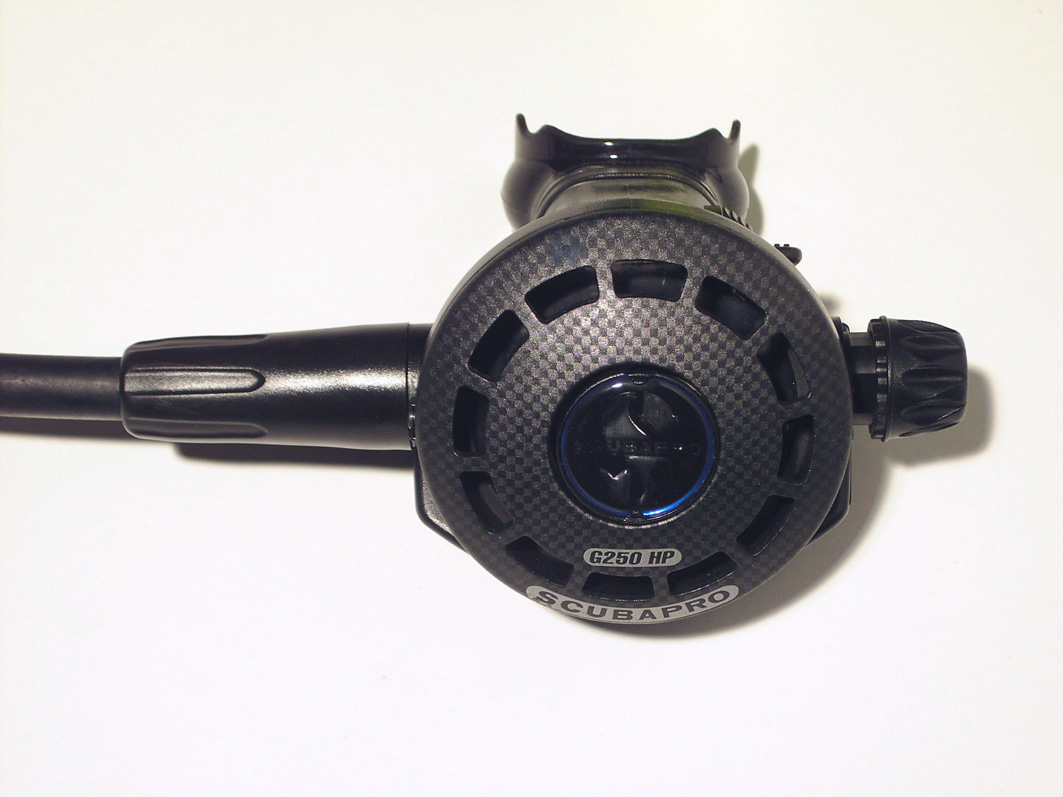
Un tipico erogatore della Scubapro

Un erogatore in subacquea è il componente trattenuto dalla bocca che permette l'immissione di aria (o miscele speciali) respirabile nei polmoni.

## La necessità di respirare sottacqua
Lo "snorkel" (boccaglio) (un tubo che permette la respirazione anche quando la testa è immersa appena sotto la superficie dell'acqua) non consente di respirare al di sotto della superficie; questo è infatti impossibile a causa della pressione ambientale che comprime il corpo. È quindi necessaria aria compressa alla stessa pressione (come minimo) di quella ambientale per permettere una respirazione senza affaticamento.

### L'aria compressa
L'aria compressa può essere:
1. inviata dalla superficie tramite pompe apposite (come nel caso dei palombari);
2. trasportata in apposite bombole direttamente dal subacqueo.

### L'uso della bombola

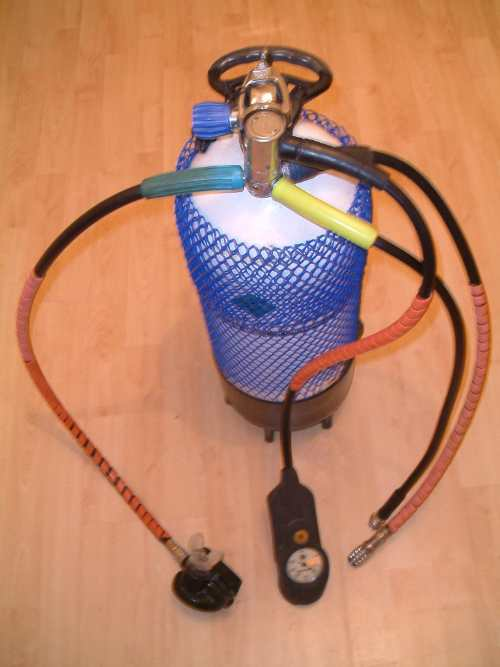
Una tipica bombola con il primo stadio all'attacco del cilindro e il secondo stadio sul tubo di sinistra.

Nel secondo caso il gas non può essere semplicemente immesso in bombole ad una pressione pari a quella a cui sarà necessario utilizzarlo, in quanto la modesta capacità nominale del contenitore (ad esempio 15 litri) permetterebbe solo due o forse 3 inspirazioni prima di esaurirsi; viene quindi ulteriormente compresso anche ad oltre 200 atmosfere (200 bar, 200 volte la pressione misurata in superficie marina, 100 volte maggiore della pressione di uno pneumatico automobilistico) in modo da condensare in pari spazio molto più gas e permettere quindi una più lunga durata dell'immersione.
Aumentare la pressione nella bombola (subacquea) però non permette di respirare direttamente da essa, dato che la pressione troppo alta sarebbe devastante per i nostri delicati polmoni; occorre quindi ridurla in uscita per portarla a parità di quella ambientale, che nel caso di immersioni subacquee è variabile a seconda della profondità, cioè di quella a cui ci si trova.
In acqua infatti ogni 10 metri di profondità corrispondono ad un aumento di circa 1 bar di pressione; questo significa che se in superficie la pressione barometrica di riferimento è 1 bar (ed è la massima, quella a cui il corpo umano si è evoluto per lavorare), questa aumenta ogni 10 metri discesi in profondità nell'acqua. Se si respirasse sempre alla pressione di 1 bar, i polmoni del subacqueo risulterebbero compressi come se fossero un palloncino (secondo la legge di Boyle).
Ricapitolando: se in superficie, a profondità zero, la pressione che circonda il subacqueo è 1 bar, a 10 metri questa è 1 (atmosferica) +1 (acqua) = 2 bar. Allo stesso modo a 30 metri sarà di 4 bar totali, e così via. Da rilevare quindi che ai 10 metri di profondità suddetti la pressione sarà: di 1 bar relativa e di 2 bar assoluta.
Il subacqueo ha quindi necessità per respirare di ricevere dall'erogatore aria alla stessa pressione dell'ambiente che lo circonda (cioè della profondità a cui si trova).

## Funzionamento dell'erogatore

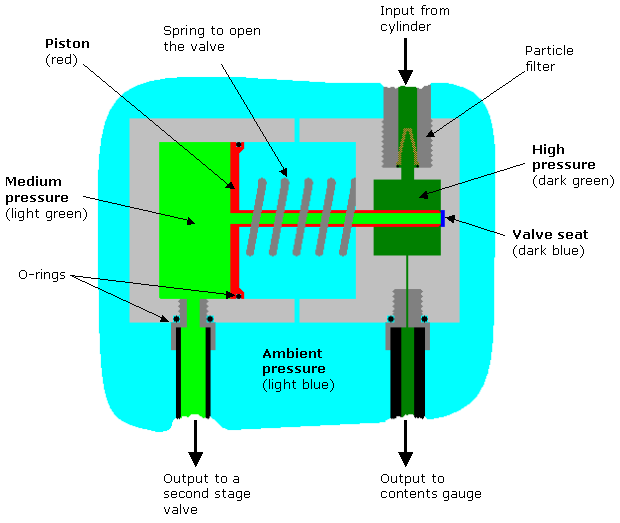
Diagramma di funzionamento di un primo stadio a pistone.

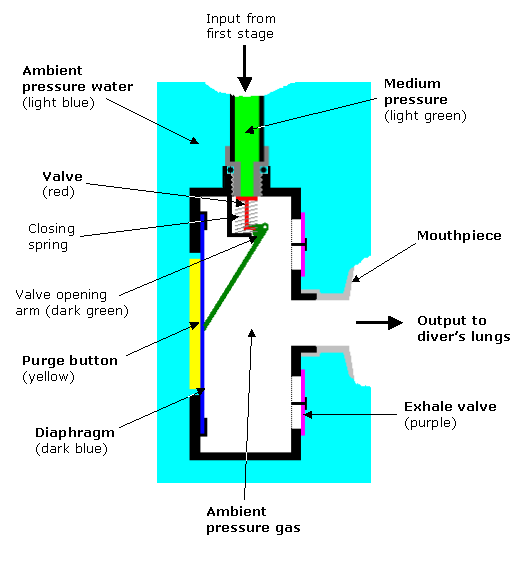
Diagramma di funzionamento del secondo stadio.

La bombola non ha la possibilità di modulare l'alta pressione dell'aria contenuta in uscita, ed anzi tenderà durante il proprio svuotamento a ridurre la propria. Serve quindi un apparato che adatti l'alta pressione interna del gas contenuto a quella di bassa pressione che permette al subacqueo di respirare ed a questo serve l'erogatore, che si compone normalmente di due diverse parti chiamate "primo stadio" e "secondo stadio" collegati tra loro da una frusta a bassa pressione (esistono erogatori a singolo stadio, i cosiddetti "monostadio", ma sono ormai superati, in quanto non permettono una regolazione fine della pressione e quindi una respirazione più confortevole senza il minimo sforzo).

### Primo stadio
Il "primo stadio" è collegato direttamente alla rubinetteria della bombola, e provvede ad abbassare l'alta pressione del gas da 200/300 atmosfere (o la pressione eventualmente inferiore presente in bombola) ad una cosiddetta "bassa pressione" (8-10 bar) che è però sempre superiore alla pressione ambiente corrispondente della profondità in cui ci si trova. Tornando all'esempio di prima a 10 metri di profondità la bassa pressione fornita dal primo stadio sarà quindi di 1 bar (superficie) + 1 bar (10 metri) + i 8/10 bar che pervengono dal primo stadio.
Il primo stadio può essere a pistone o a membrana, in funzione del tipo di progetto e costruzione dello stesso. Nel primo caso all'interno di esso si trova per l'appunto un pistone che in contatto con l'acqua circostante riceve la pressione ambiente e invia al secondo stadio la relativa bassa pressione. Nel primo a stadio a membrana vi è invece una membrana di gomma che separa dall'acqua i meccanismi interni trasmettendo a questi la pressione ambiente (questo secondo tipo viene impiegato maggiormente in acque inquinate o con basse temperature, in quanto i meccanismi interni sono protetti dalla membrana di gomma).
Il gas, che verrà portato verso il subacqueo tramite "fruste" (speciali tubi resistenti alla pressione), passa poi nel secondo stadio; il subacqueo infatti non può respirare aria che non sia alla stessa pressione dell'ambiente che lo circonda.

### Secondo stadio
Interviene quindi il "secondo stadio" che abbassa e modula la pressione del gas adattandola a quella ambientale, misurata tramite membrane e leveraggi al suo interno.
Il secondo stadio è la parte terminale dell'erogatore, quella che viene trattenuta dalla bocca del subacqueo e che a semplice depressione della sua uscita (che corrisponde al tentativo di respirazione del suo utilizzatore) eroga aria (o miscele diverse) alla stessa pressione ambiente della profondità in cui il sub si trova, misurata dai componenti di cui è costruito: è una specie di barometro collegato ad una serie di valvole riduttrici della pressione. Il funzionamento è semplice ed automatico e nei moderni erogatori, grazie a particolari accorgimenti (quali tubi di Venturi, membrane sovradimensionate ecc.) permette al subacqueo di respirare a qualsiasi profondità in sicurezza e senza il minimo sforzo polmonare.
L'aria che esce dalla rubinetteria
entra nel primo stadio dell'erogatore.
Il primo stadio riduce la pressione ad
una pressione intermedia che arriva
al secondo stadio, a quello della fonte
d'aria alternativa e alla frusta di
bassa pressione. Il primo stadio
fornisce anche aria ad alta pressione
direttamente al manometro
Quando inspiri dal secondo stadio
richiami la membrana verso
linterno, cosa che fa aprire la valvola
di inspirazione (downstream) che
lascia passare l'aria che respiri.
Quando espiri, la membrana torna
nella sua posizione originale
permettendo la chiusura della
valvola. L'aria espirata esce
attraverso le valvole di scarico a
senso unico.